# 長野県道143号岩村田停車場線
長野県道143号岩村田停車場線（ながのけんどう143ごう いわむらだていしゃじょうせん）は、長野県佐久市の小海線岩村田駅と長野県道9号佐久軽井沢線（旧国道141号）交点を結ぶ一般県道。

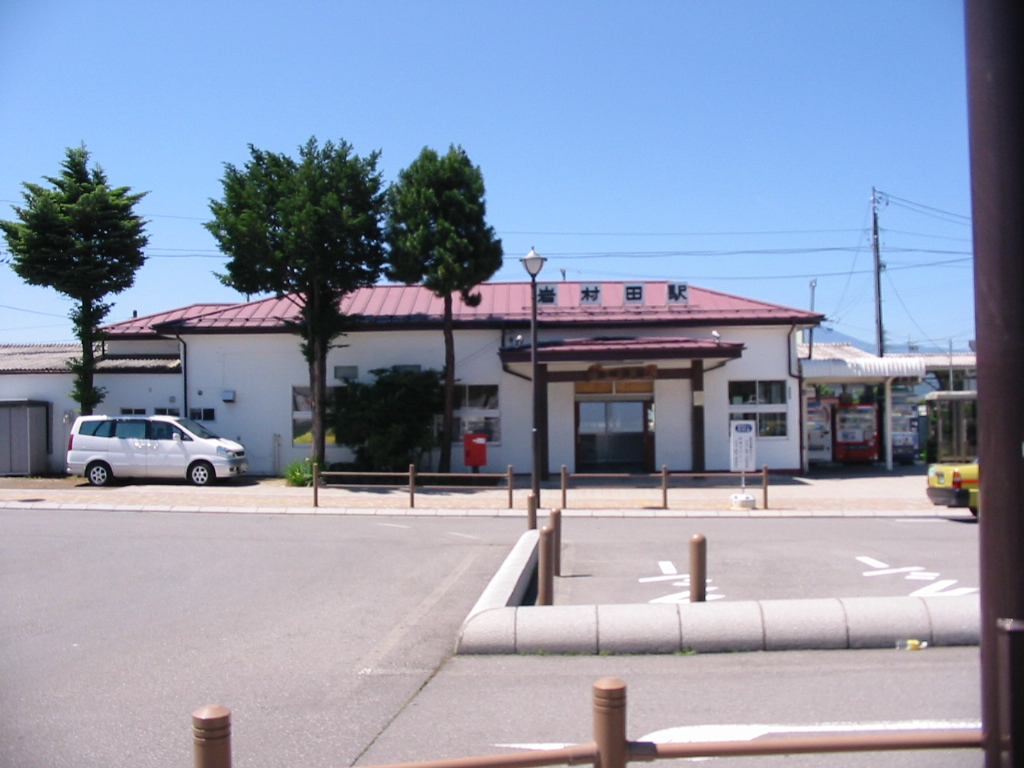
岩村田駅

## 概要

### 路線データ
- 起点：佐久市岩村田（小海線岩村田駅）
- 終点：佐久市岩村田（岩村田交差点、長野県道9号佐久軽井沢線・長野県道156号草越豊昇佐久線交点）

## 接続・交差する道路
- 長野県道9号佐久軽井沢線・長野県道156号草越豊昇佐久線（終点）

## 周辺
- 小海線岩村田駅
- 佐久警察署